# Canadian Forces Base Goose Bay
Canadian Forces Base Goose Bay är en militärbas i Kanada.   Den ligger i provinsen Newfoundland och Labrador, i den östra delen av landet, 1 400 km nordost om huvudstaden Ottawa.